# Lose Yourself
Lose Yourself è un singolo del rapper statunitense Eminem, pubblicato il 28 ottobre 2002. 
Fa parte della colonna sonora di 8 Mile, film liberamente ispirato alla vita del rapper di Detroit. Ha vinto l'Oscar per la migliore canzone nel 2003.
Nel 2012 la rivista Billboard ha stilato una classifica delle 30 canzoni migliori di Eminem e Lose Yourself è stata posta alla prima posizione. Il 28 febbraio 2018, la RIAA lo certifica singolo di diamante per le 10.000.000 di copie vendute nel mercato degli Stati Uniti.

## Descrizione
Estratta come singolo da Music from and Inspired by the Motion Picture 8 Mile, ha anche contribuito al successo di quest'album. Per 12 settimane rimase al primo posto nella classifica singoli di Billboard. È stato anche al primo posto di varie classifiche mondiali.

## Il testo
Il testo di Lose Yourself è stato scritto durante una pausa di lavorazione del film, in uno studio di registrazione mobile: il rapper scrisse tutte e tre le strofe in una sola volta. Il foglio di carta usato per scriverle appare nel film, in una scena dove il suo personaggio sta scrivendo mentre è sull'autobus. Tale foglio è stato venduto su eBay per 10.000 dollari.
Il testo della canzone è esplicitamente sul personaggio di Eminem, Jimmy “Rabbit” Smith Jr., dove nella prima strofa viene riassunta in gran parte la trama del film mentre nelle altre due vengono descritte scene non presenti, perché probabilmente avverrebbero a Rabbit dopo gli eventi ripresi in 8 Mile.
La canzone è un incoraggiamento a non abbattersi di fronte alle difficoltà della vita, continuando a perseguire i propri sogni anche quando ci sembrano impossibili da realizzare.